# باغ گیاه‌شناسی مونیخ نیمفنبورگ

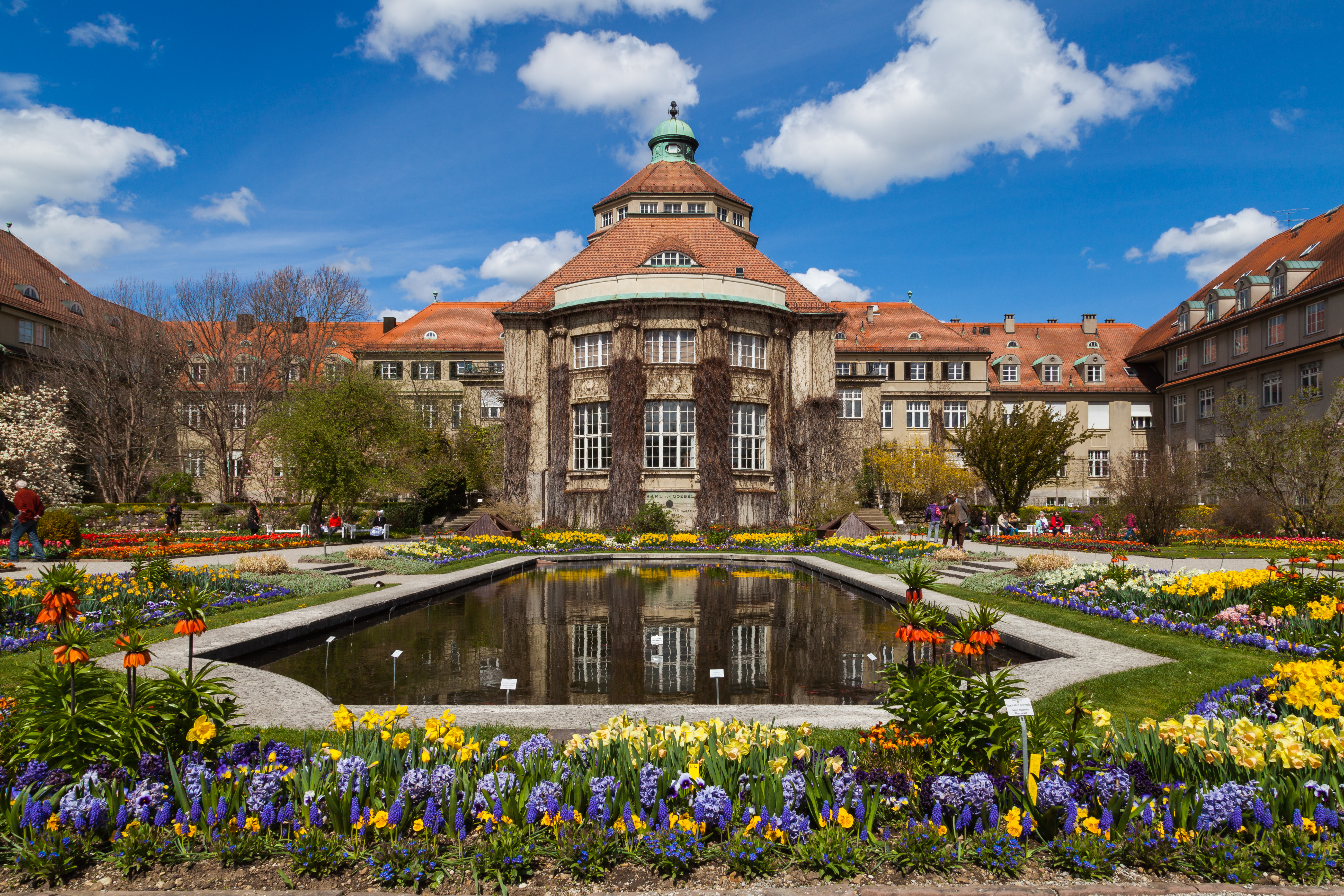
ساختمان اصلی

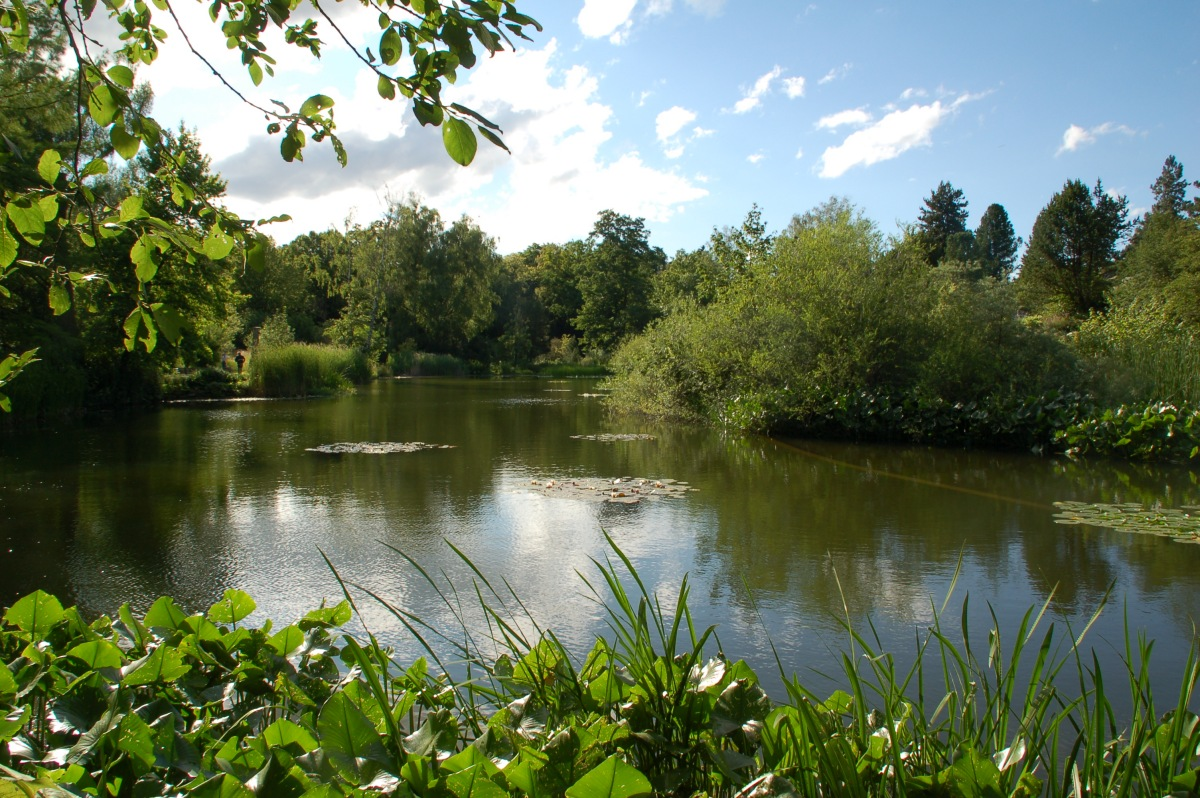
دریاچه

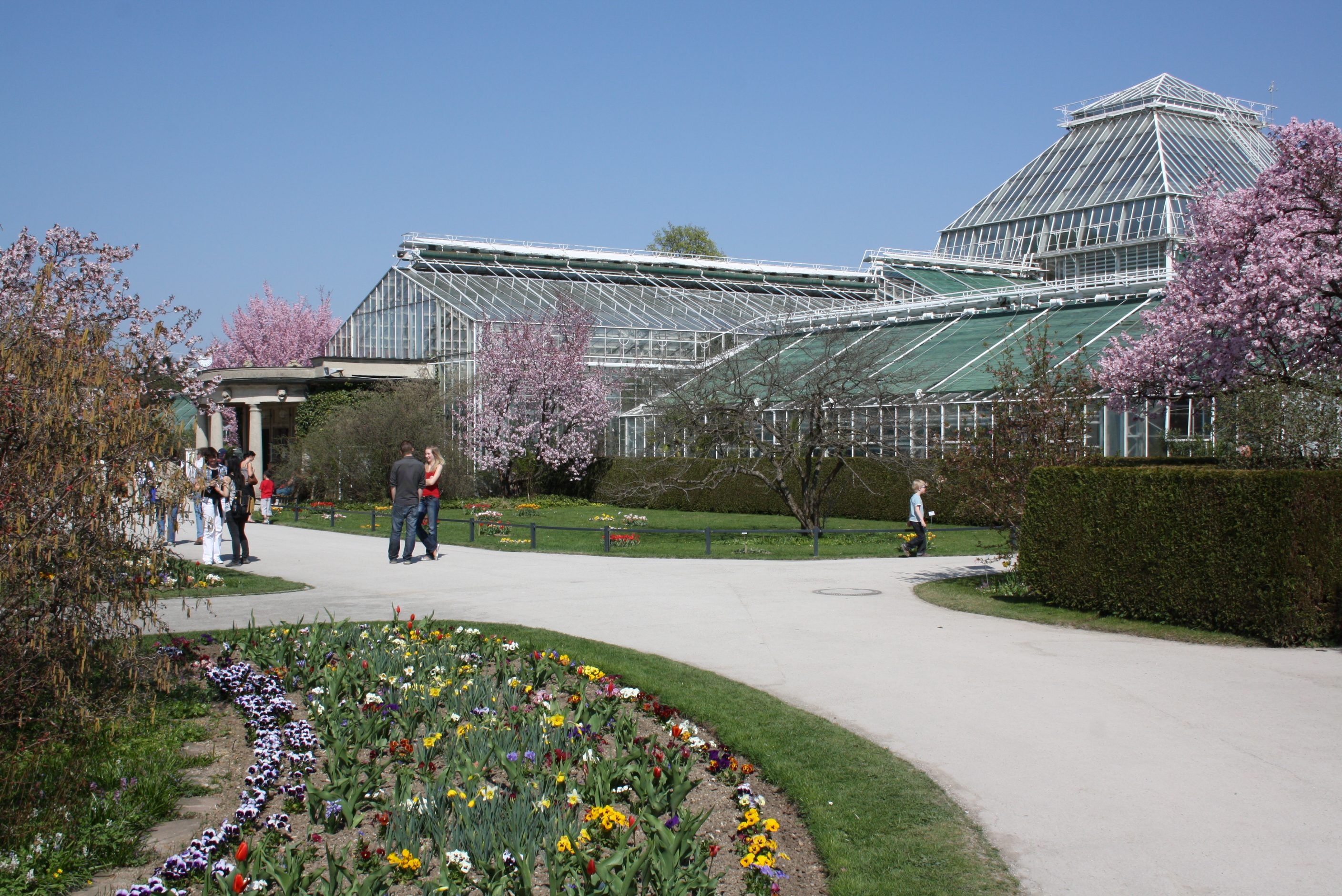
گل‌خانه‌ها

باغ گیاه‌شناسی مونیخ نیمفنبورگ یک باغ گیاه‌شناسی و درختستان در شهر مونیخ آلمان است.
این باغ در سال ۱۸۰۹ میلادی با طرح فردریش لودویگ ساخته شده که در سال ۱۹۱۴ با طرح جدید نوسازی و در سال ۱۹۶۶ به مؤسسه گیاه‌شناسی سیستماتیک واقع در دانشگاه لودویگ ماکسیمیلیان مونیخ واگذار شده‌است.
این باغ هم‌اکنون ۱۴٬۰۰۰ گونه زیست‌شناسی را در ۱۸ هکتار در خود جای داده است که برای آموزش عموم مردم و دانشجویان دانشگاه لودویگ و همچنین پرورش گیاهان نادر فعالیت می‌کند.
در گلخانه‌های این باغ گونه‌های مختلف آناناسیان، نخل، کاکتوس، گیاه آب‌دار، سرخس، ثعلبیان و گیاهان کشور مکزیک در مساحتی بالغ بر ۴۵۰۰ متر مربع، پرورش و نگه‌داری می‌شود.

## نگارخانه

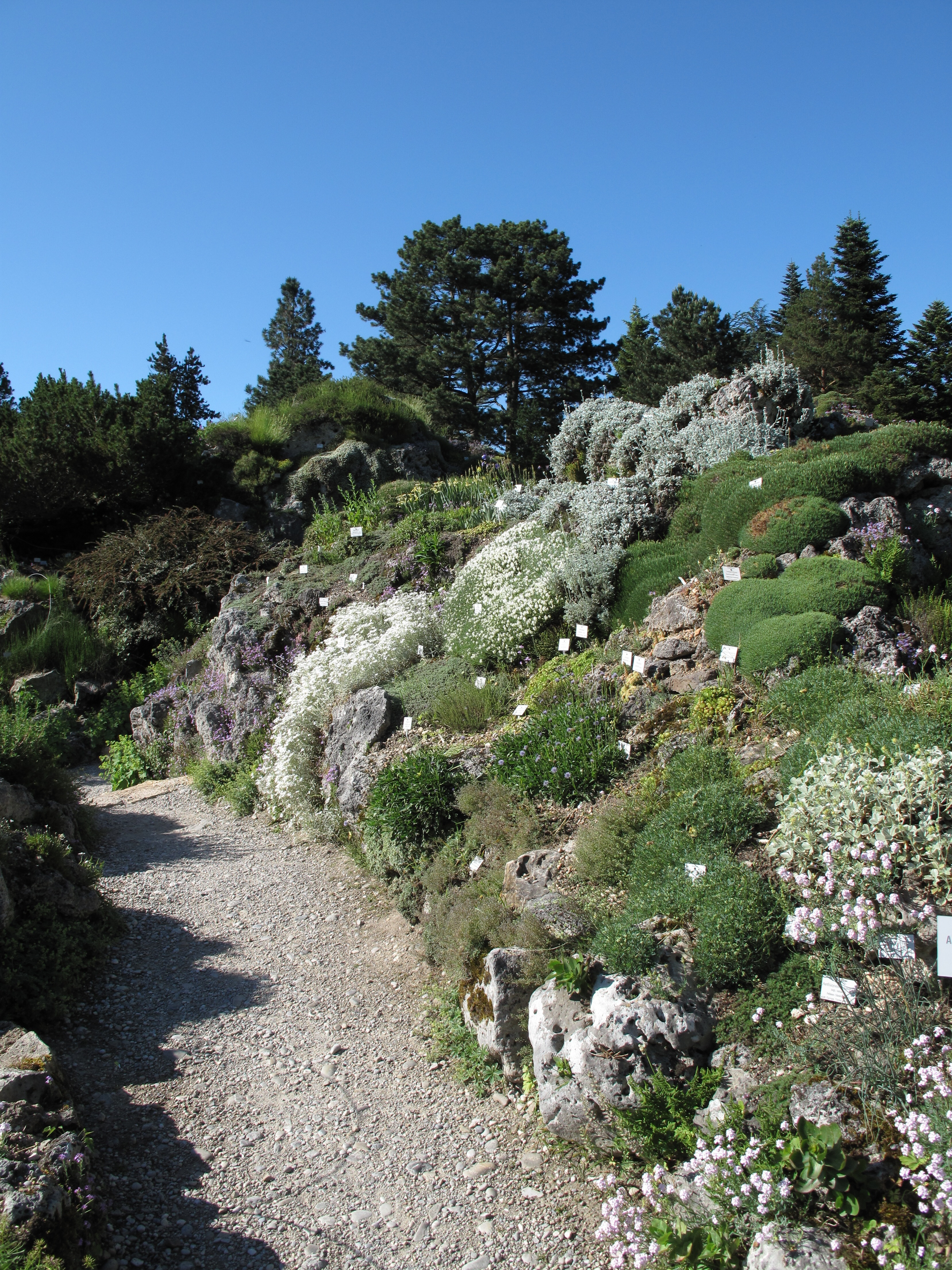
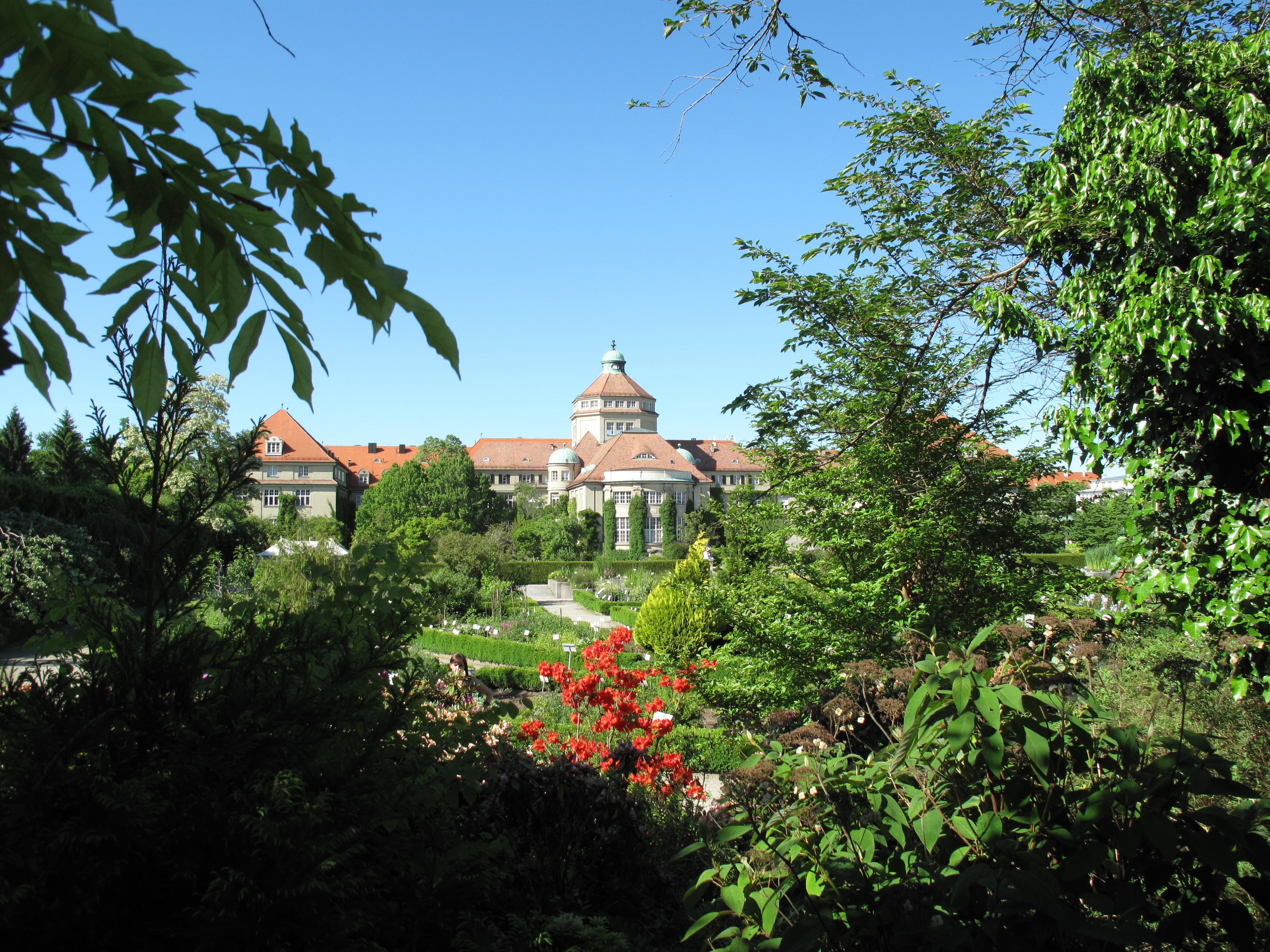
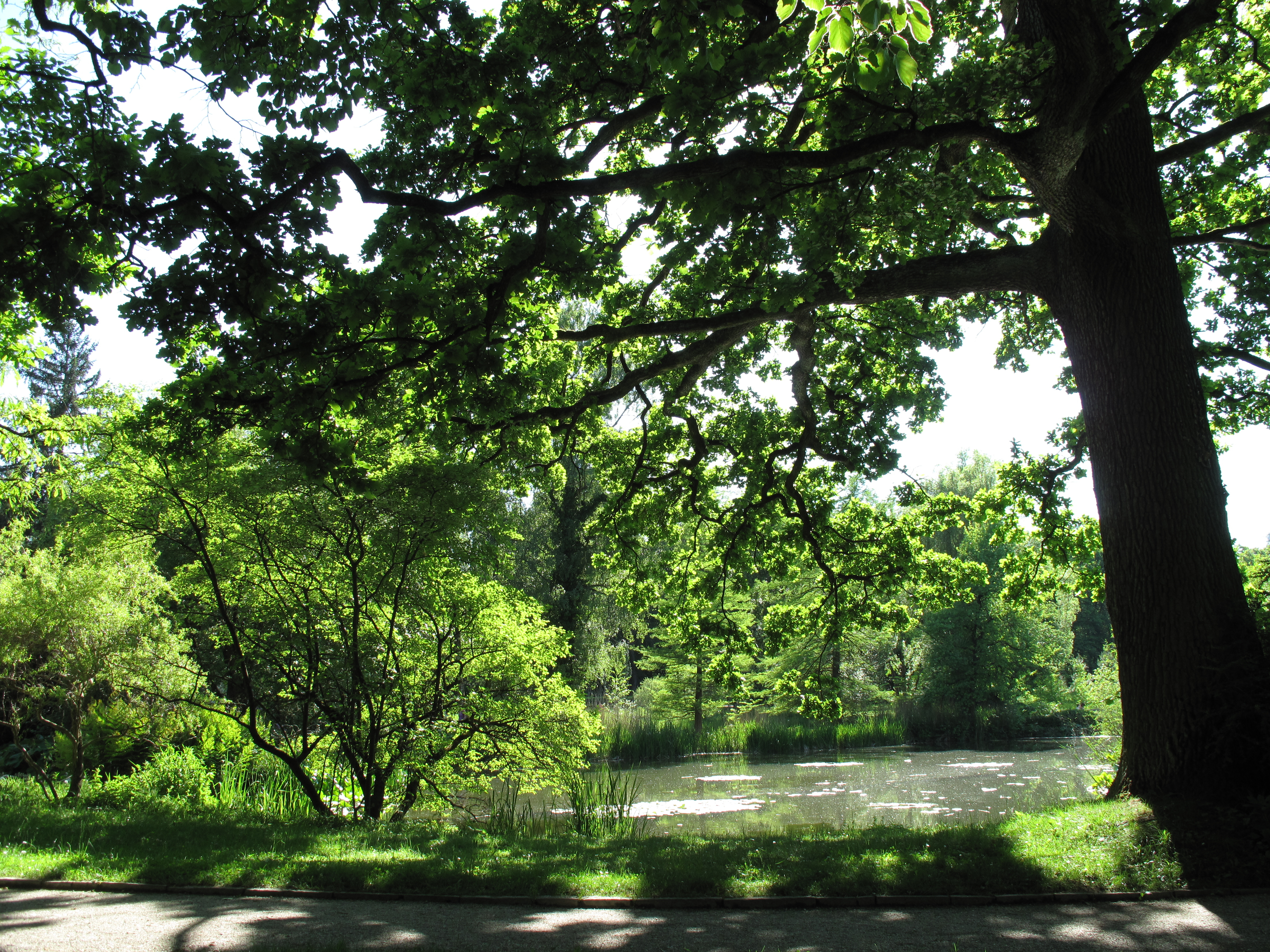
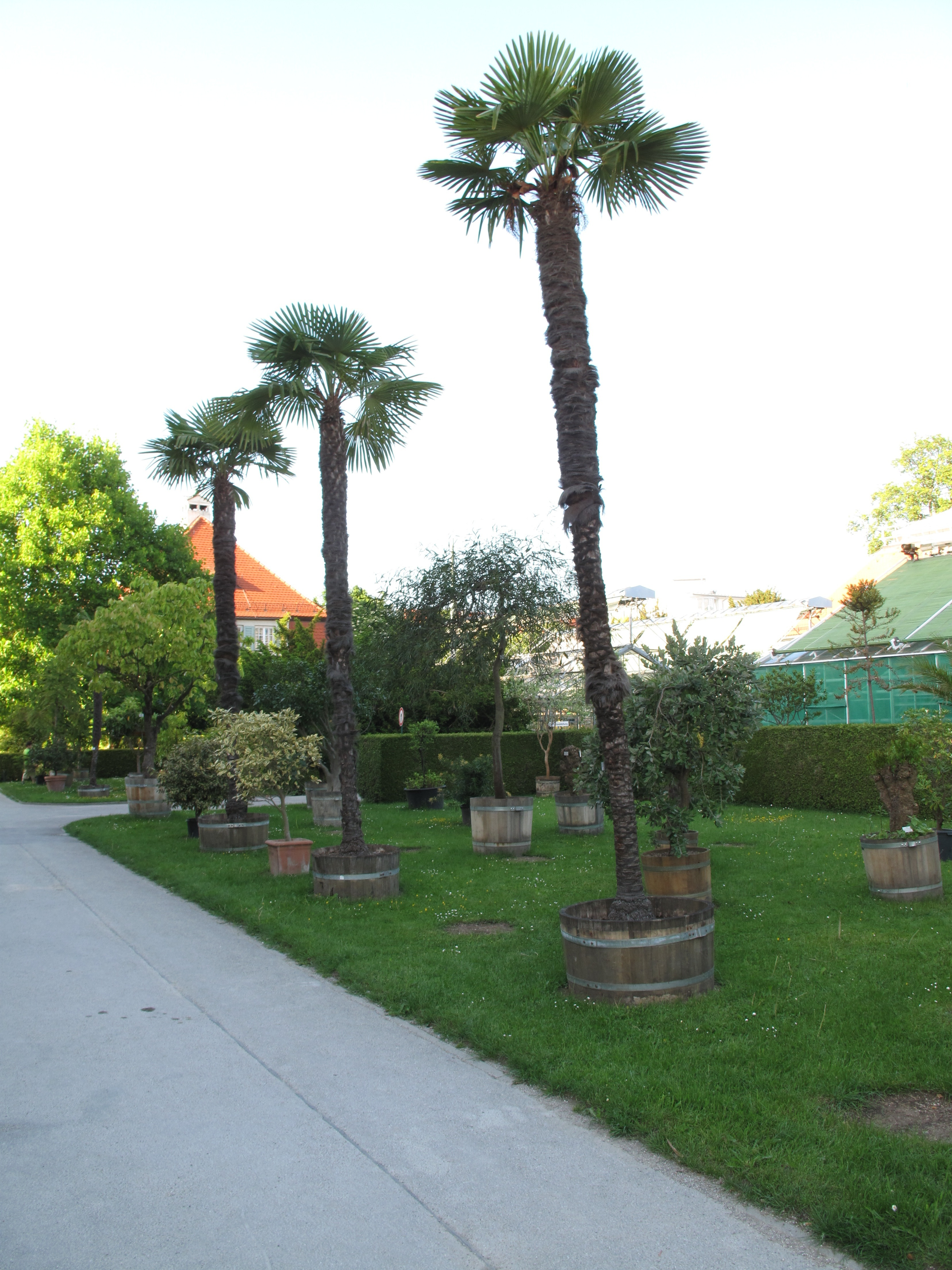
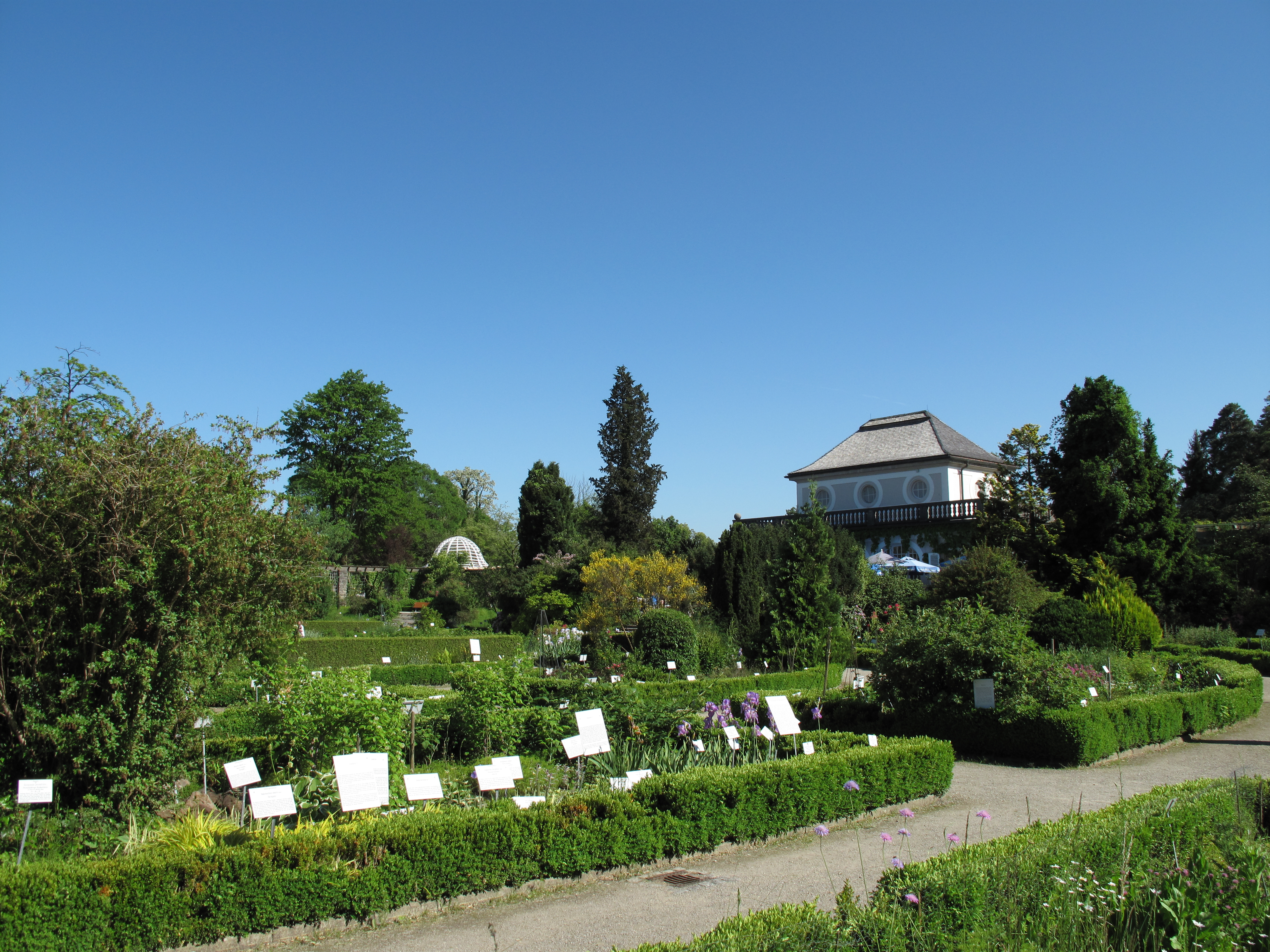
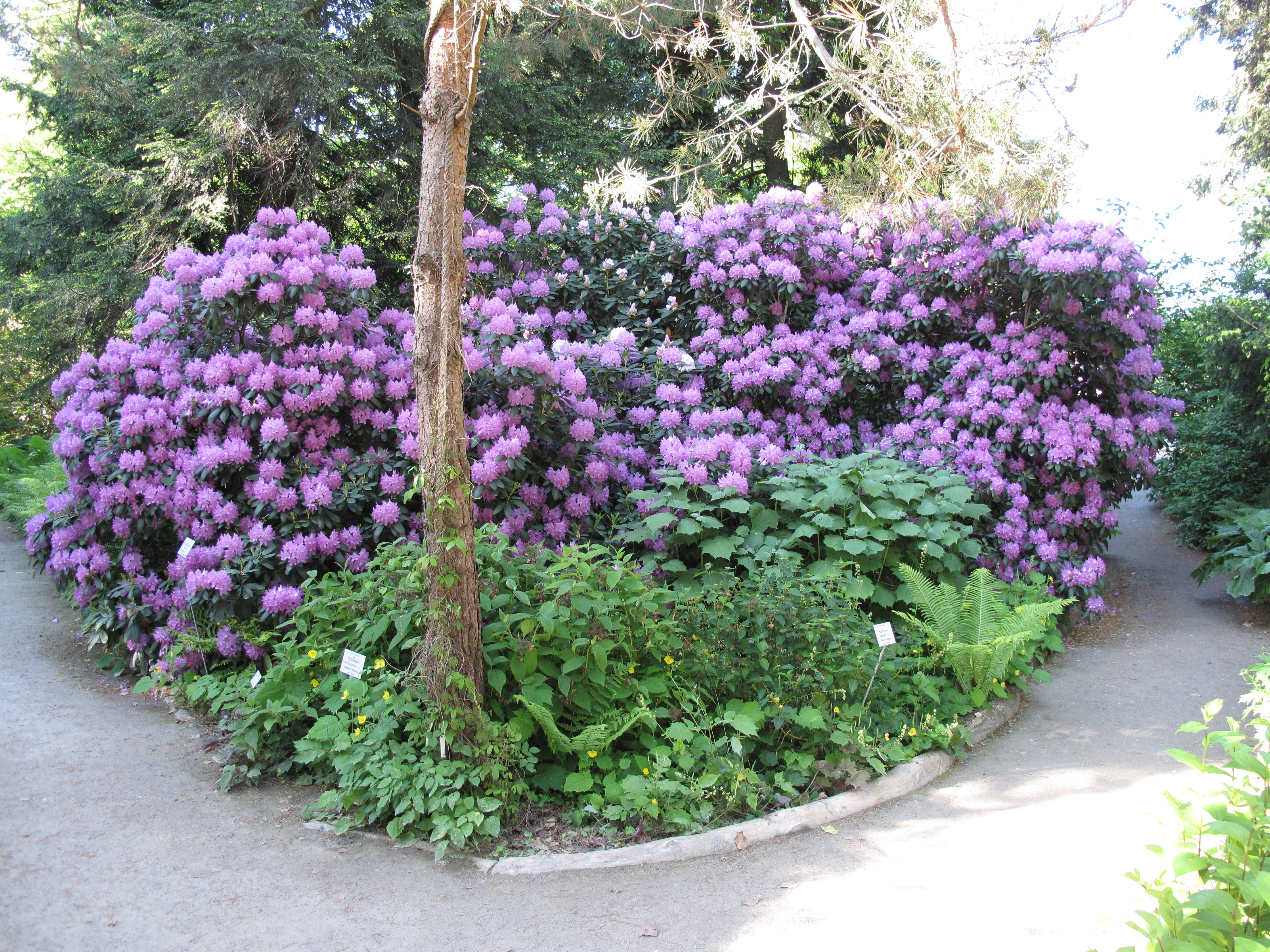
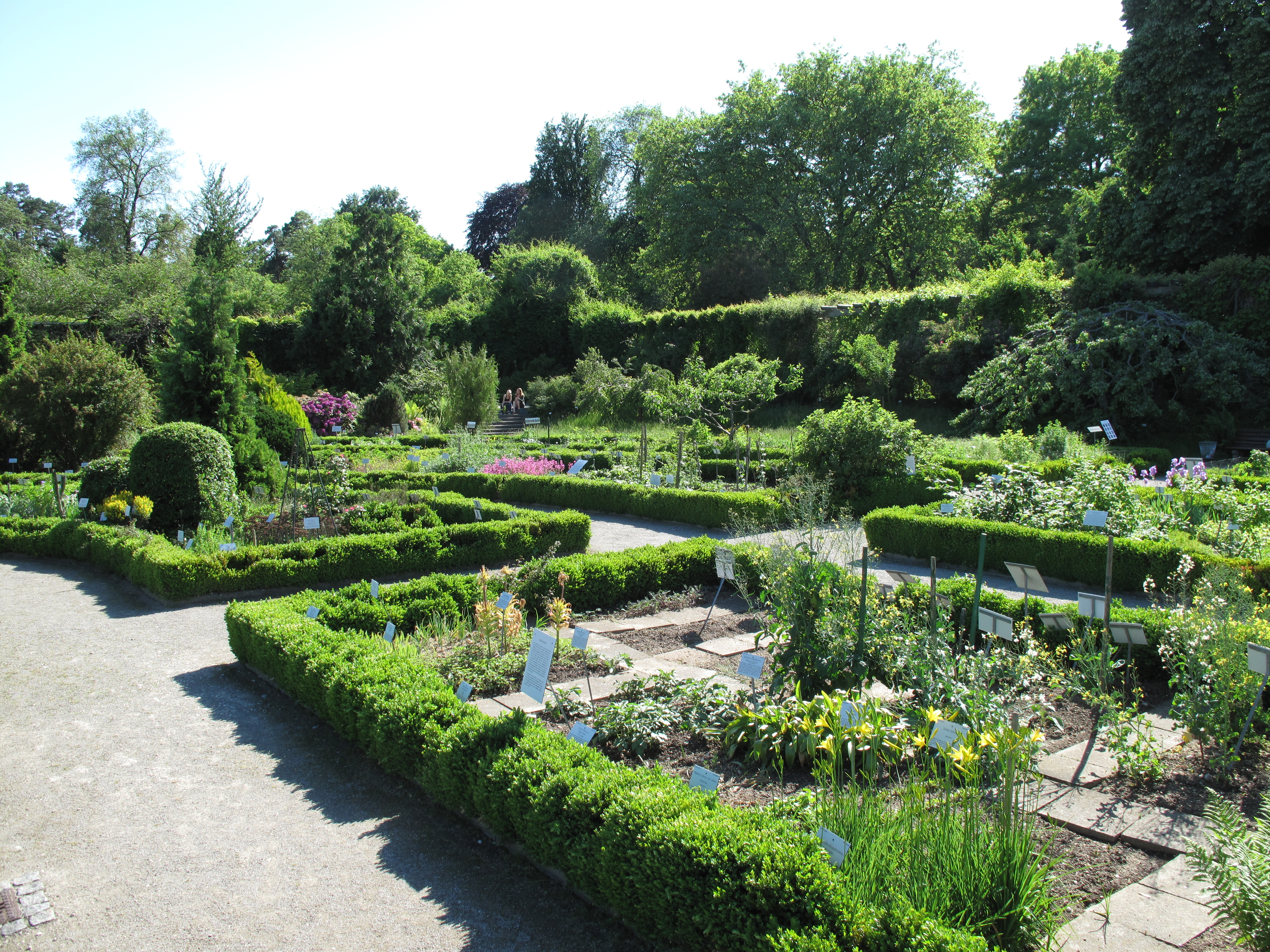
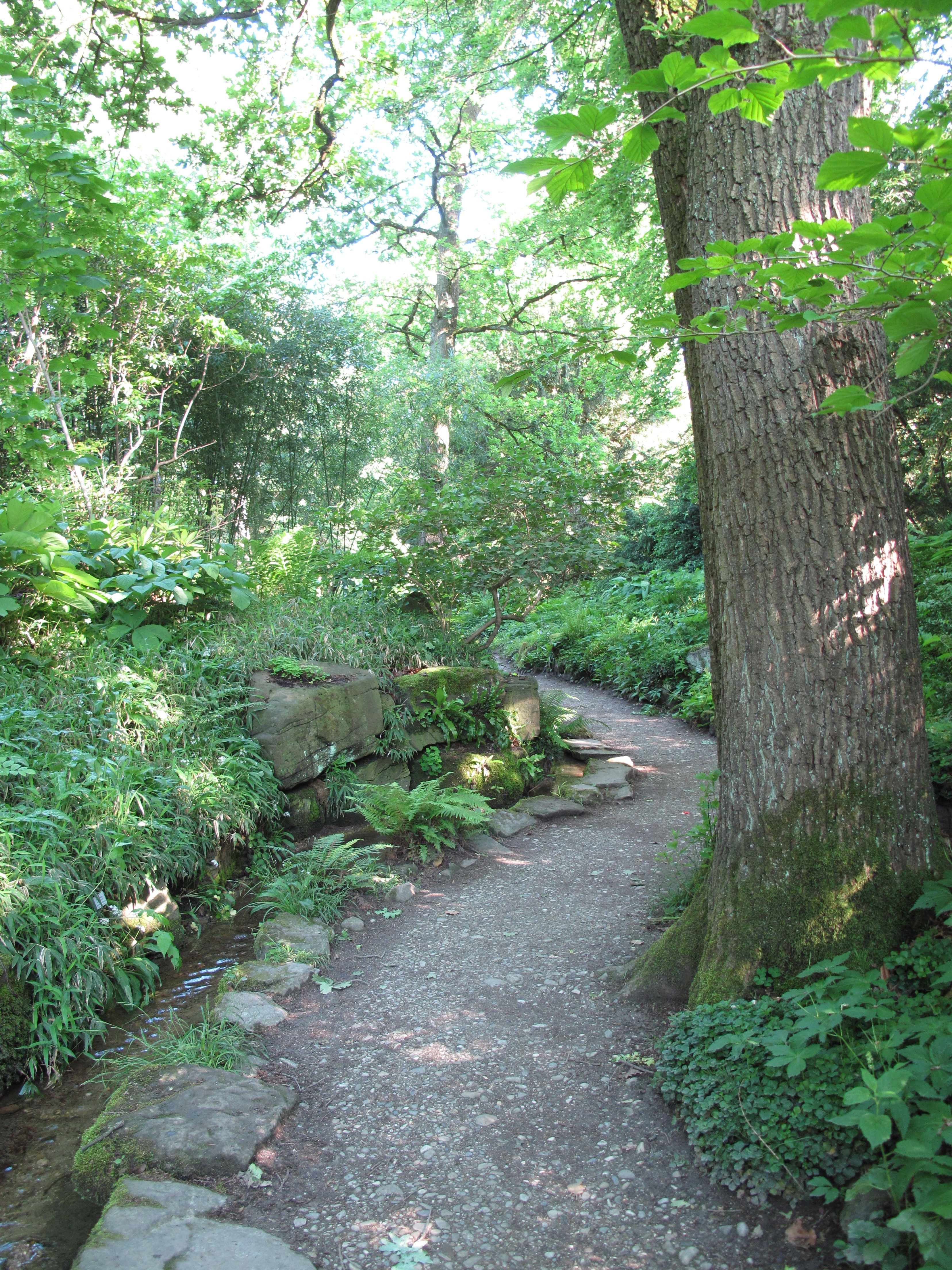
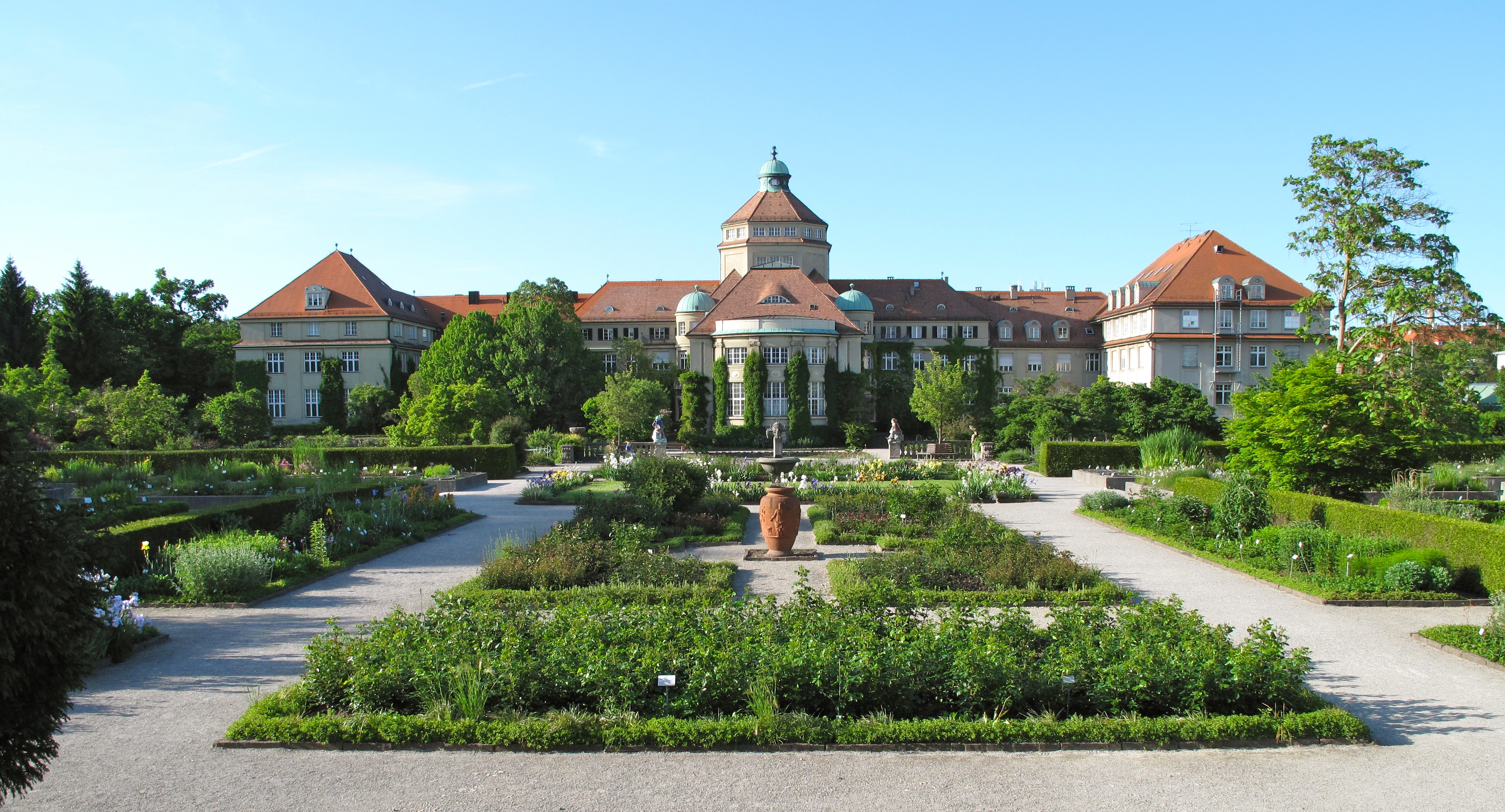
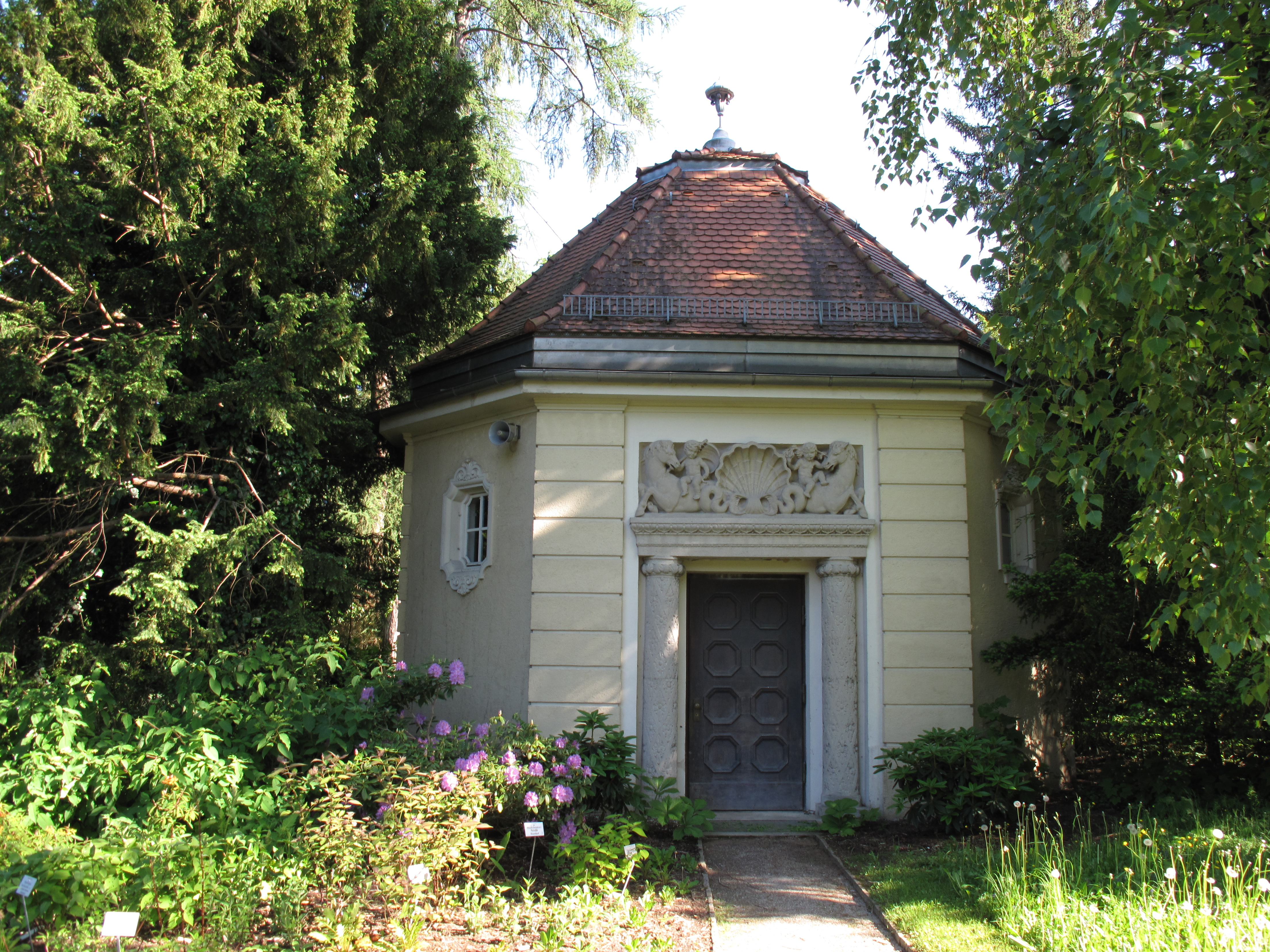
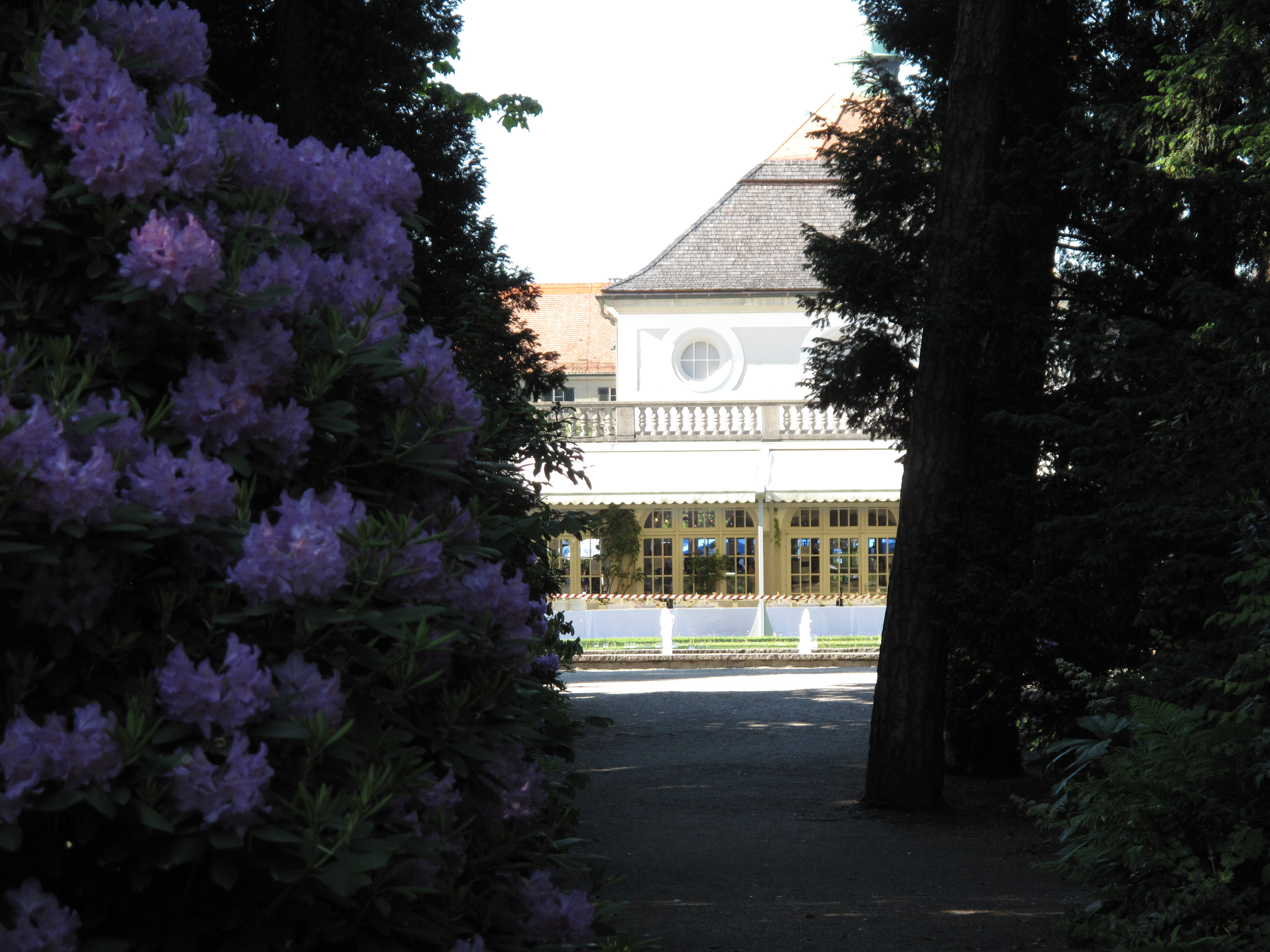
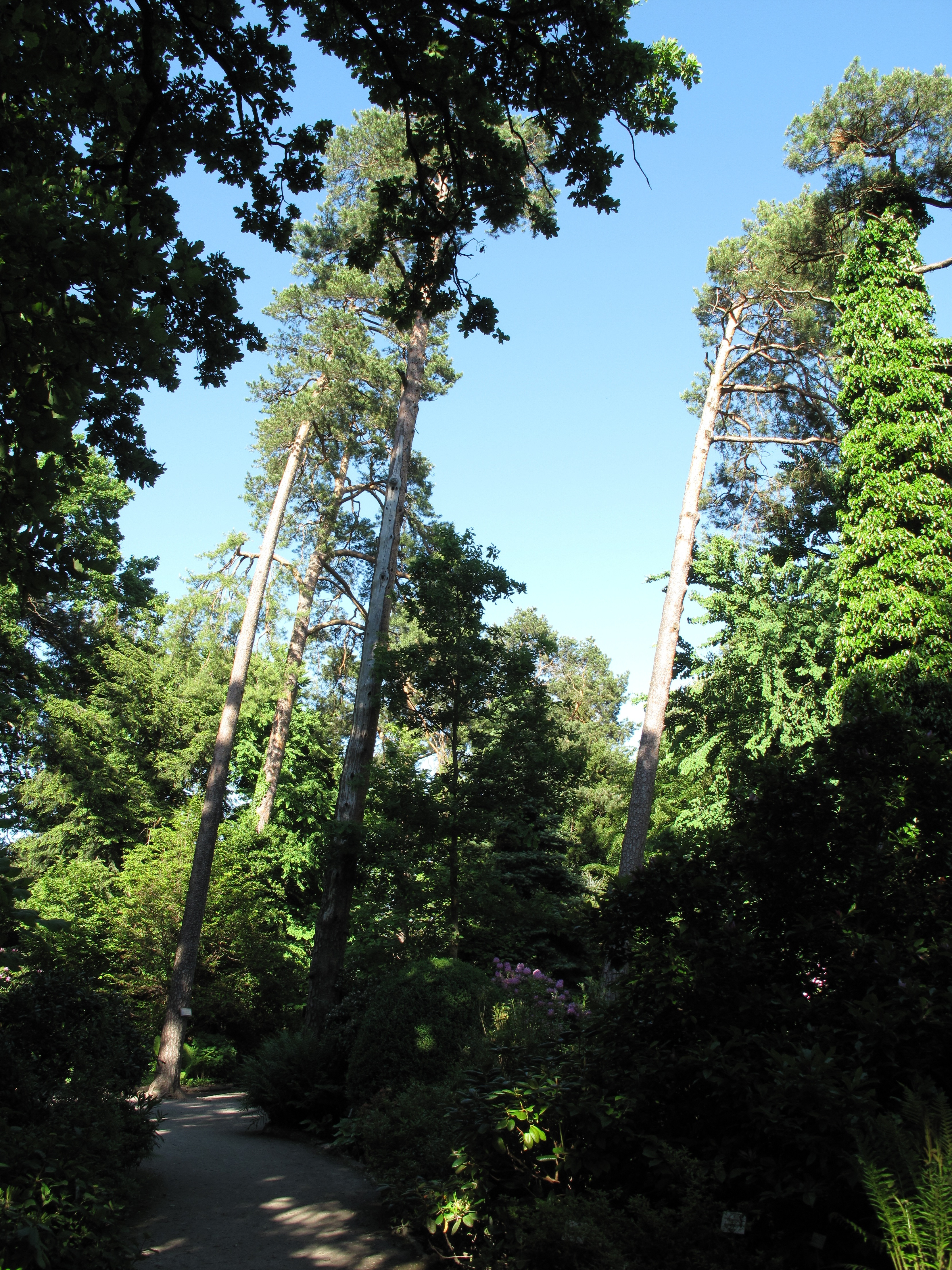